# Schrödingers kat
Schrödingers kat er navnet på et kvantemekanisk tankeeksperiment, opstillet af den østrigske fysiker Erwin Schrödinger i 1935, i et forsøg på at forklare Københavnerfortolkningen
Eksperimentet opbygges på følgende måde: I et aflukket rum har man en ustabil atomkerne og en kat. Atomkernens henfald måles af en geigertæller. Hvis der opdages tegn på henfald, udløses en dosis giftgas, som dræber katten.
Ifølge kvanteteorien befinder atomkernen sig ved begyndelsen af eksperimentet i en ustabil tilstand (ikke henfaldet og dog samtidig henfaldet). Derfor bør katten også befinde sig i en ustabil tilstand (levende og dog samtidig død), hvis ellers kvantefysikken kan anvendes om makroskopiske systemer, dvs., på hverdagsplan. Først, når man åbner rummet, afgøres det, om man finder katten død eller levende.
Denne sidste konsekvens er et paradoks, og det har ført til en række omtolkninger af kvantefysikken, hvoraf den mest kendte er Niels Bohrs fortolkning:
Partiklernes natur er sådan, at under visse betingelser (nemlig de betingelser, som skyldes usikkerhedsrelationen) kan man ikke længere tildele dem rumlig placering og bevægelsesmængde, fordi disse begreber simpelthen ikke længere giver mening.
En anden fortolkning kan også bruges: Kvantemekanisk dekohærens vil typisk ændre et systems egenskaber fra kvantemekaniske til klassisk fysiske. Dekohærens ses altid, når et system er i kontakt med andre systemer, sådan at det fungerer som et åbent system. Det medfører, at kvanteusikkerheden omkring Schrödingers kat omgående bliver afgrænset af omgivelsernes tilstand, sådan at usikkerheden ikke kan få nogen dagligdagsbetydning (f.eks. for katten).